# Шамбоншар
Шамбонша́р (фр. Chambonchard) — коммуна во Франции, находится в регионе Лимузен. Департамент коммуны — Крёз. Входит в состав кантона Эво-ле-Бен. Округ коммуны — Обюссон.
Код INSEE коммуны — 23046.

## Население
Население коммуны на 2010 год составляло 87 человек.
| 1962 | 1968 | 1975 | 1982 | 1990 | 1999 | 2010 |
| ---- | ---- | ---- | ---- | ---- | ---- | ---- |
| 186  | 175  | 155  | 129  | 116  | 84   | 87   |

## Экономика
В 2010 году среди 53 человек трудоспособного возраста (15—64 лет) 34 были экономически активными, 19 — неактивными (показатель активности — 64,2 %, в 1999 году было 76,6 %). Из 34 активных жителей работали 32 человека (15 мужчин и 17 женщин), безработных было 2 (1 мужчина и 1 женщина). Среди 19 неактивных 4 человека были учениками или студентами, 8 — пенсионерами, 7 были неактивными по другим причинам.